# 米羅柳比夫卡 (博霍杜希夫區)
50°5′52″N 35°26′39″E / 50.09778°N 35.44417°E
米羅柳比夫卡（羅馬化：Myroliubivka）是位於烏克蘭東部的村莊，由哈爾科夫州博霍杜希夫區的博霍杜希夫市鎮負責管轄。該村始建於1793年，面積0.53平方公里，海拔高度151米，2001年人口13，人口密度每平方公里24.5人。